# Arno Philipp

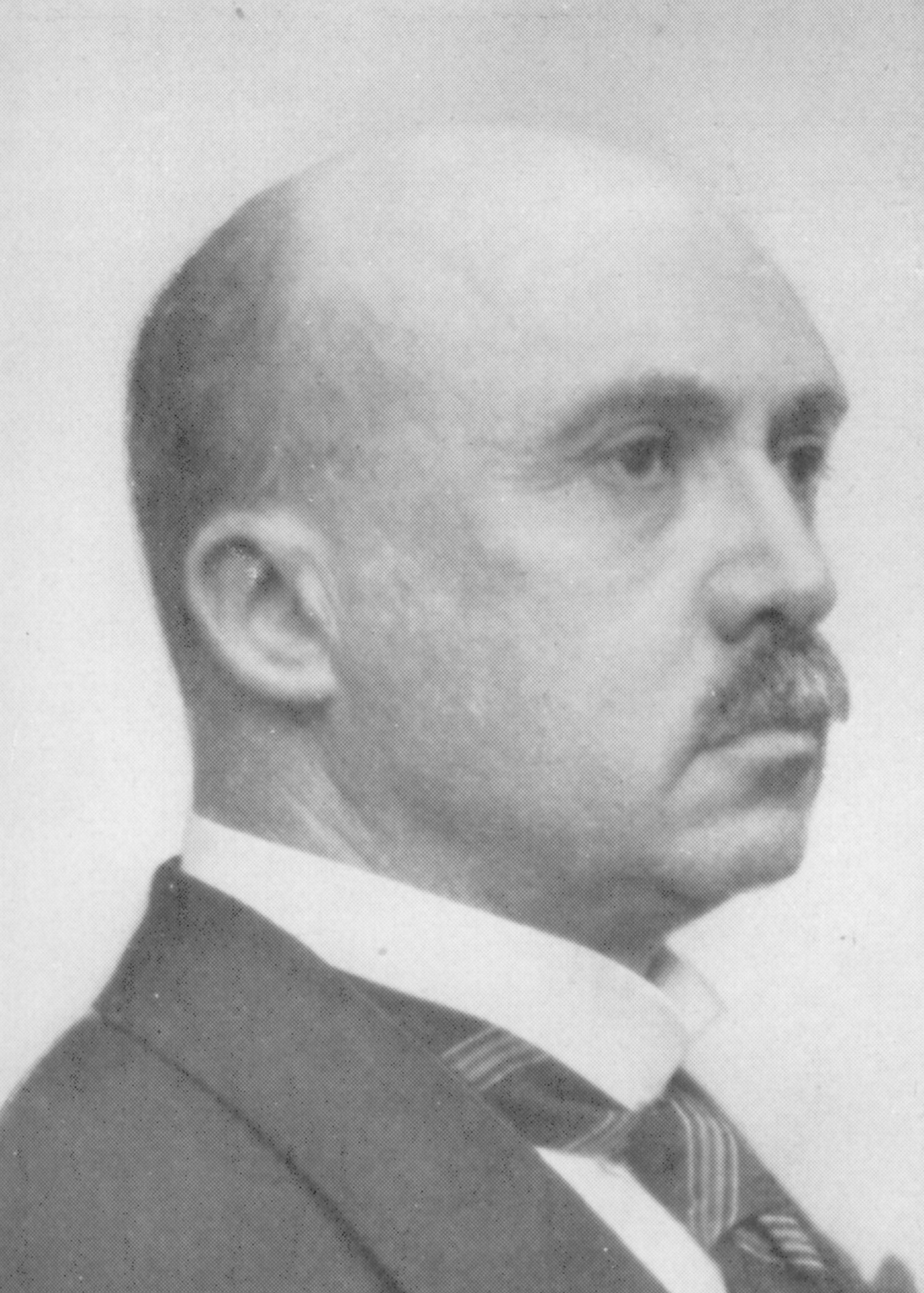
Arno Philipp (um 1930)

Arno Philipp (* 11. Januar 1870 in Zwickau; † 31. Oktober 1930) war ein deutschstämmiger brasilianischer Politiker, Lehrer und Schriftsteller. 

## Leben
Arno Philipp besuchte das Gymnasium in Zwickau. Nach dem Abitur 1889 machte er mit Verwandten eine Reise nach Brasilien und blieb dort. Er besuchte die Normalschule in Porto Alegre und schloss mit dem Lehrer-Diplom ab. 1892 wurde er Redakteur der „Neuen Deutschen Zeitung“ in Porto Alegre, einige Jahre später dann deren Chefredakteur. Diesen Posten hatte er bis 1917 inne, als die deutschsprachige Zeitung wegen des Ersten Weltkriegs eingestellt werden musste. Neben seiner Tätigkeit als Redakteur arbeitete Philipp von 1906 bis 1921 auch als Lehrer für Deutsch, Latein und Griechisch am Staatsgymnasium Julio de Castilhos. Er übersetzte mehrere Werke der brasilianischen Literatur ins Deutsche und war auch selbst schriftstellerisch tätig.
Von 1905 bis 1930 war Philipp Abgeordneter im Staatskongress. Er war dort der einzige in Deutschland geborene Deutsch-Brasilianer. 

## Schriften
- Zum Wagner-Festkonzert der deutschen Einwanderungs-Zentenarfeier: ein Festbeitrag. Deutsches Volksblatt, Porto Alegre Oktober 1924.
- Drei Bagatellen: der Käferkönig, ein Stegreif-Märchen; Pocahontas, Novelle; ein Lenau-Lied, Novelle. Dresden 1924.
- Ein bedeutsamer Brief zum Thema „Das Licht unterm Scheffel“. São Leopoldo 1929.
- Ein Kulturpfleger-Jubiläum. Gundlach, Porto Alegre 1930.
- Friedrich Wilhelm Brepohl ein deutsch-brasilianischer Kulturpfleger zum 25 Jahr-Jubiläum den 1. Juni 1930 den Freunden des Jubilars. Westerburg 1930.